# Ursulinenkloster Freiburg im Breisgau

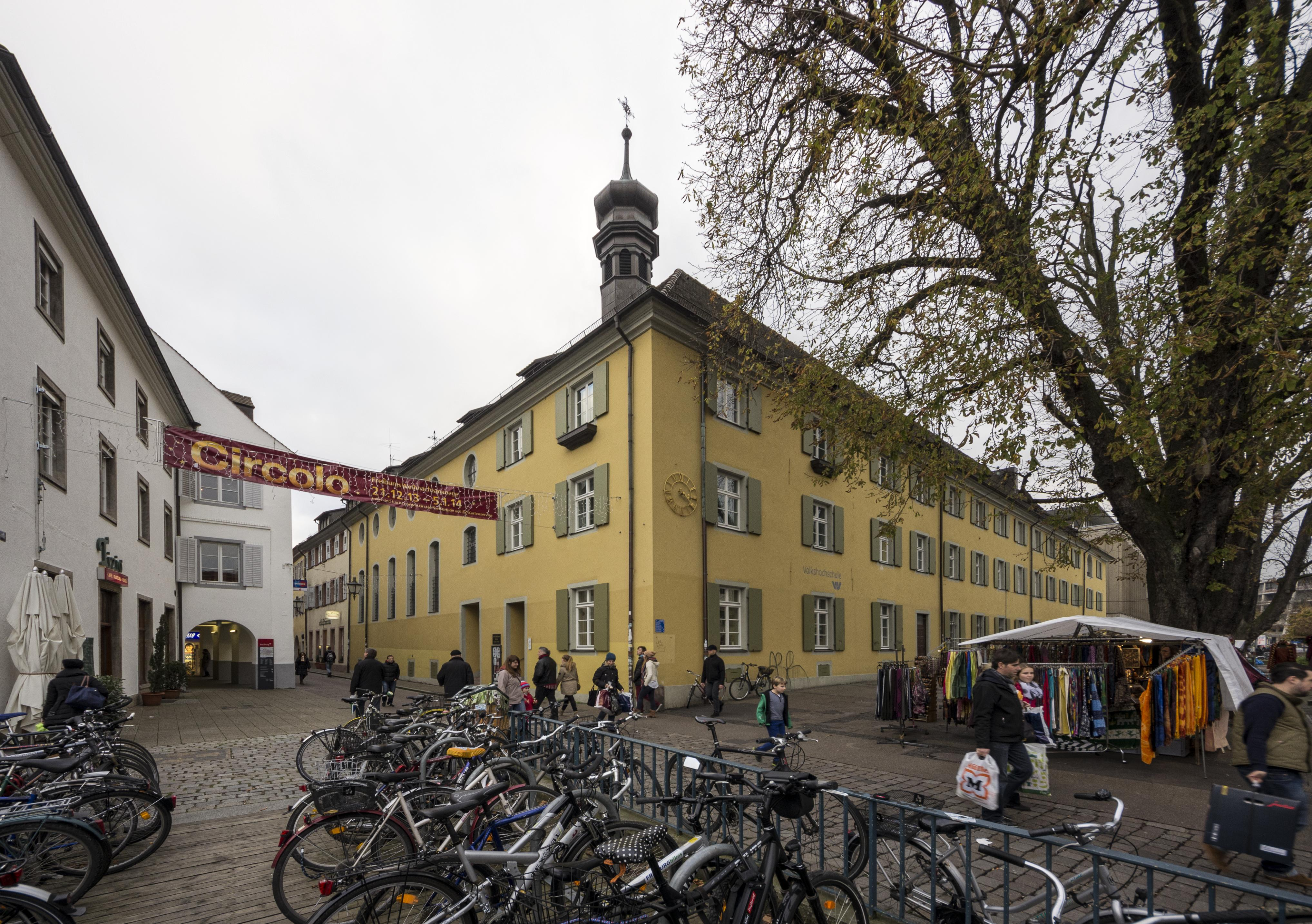
Schwarzes Kloster mit St. Ursula

Das Freiburger Ursulinenkloster ist ein Gebäudekomplex im Bezirk Altstadt-Mitte von Freiburg im Breisgau, der von 1708 bis 1710 als Kloster der Gesellschaft der heiligen Ursula von Anne de Xainctonge errichtet wurde. Die Schwesternschaft widmete sich hauptsächlich der Erziehung der weiblichen Jugend. Ihre pädagogische Tätigkeit lebt im St.-Ursula-Gymnasium Freiburg im Breisgau und den St. Ursula-Schulen Wiehre fort. Die barocke ehemalige Klosterkirche St. Ursula und ihre Sakristei dienen heute der alt-katholischen Gemeinde Freiburg. Die übrigen Räume nutzt die Volkshochschule. Nach der Tracht der Ordensschwestern wird der Gebäudekomplex auch als „Schwarzes Kloster“ bezeichnet, im Gegensatz zum „Weißen Kloster“ der Dominikanerinnen, dem Freiburger Kloster Adelhausen.

## Klostergeschichte

### Gründung
Beim Schulunterricht für Mädchen spielten spätestens seit dem 17. Jahrhundert die Freiburger Frauenklöster eine große Rolle. Seit 1600 erteilten die Dominikanerinnen des Klosters St. Katharina von Siena oder St. Catharina von Senis auf dem Graben Mädchen regelmäßig Unterricht. 1786 wurden sie dem Dominikanerinnenkloster Zu der Verkündigung Mariae, der Jungfrau und Mutter Gottes, und St. Catharina inkorporiert, und das vereinigte Kloster Adelhausen wurde zur Unterhaltung einer Mädchenschule in drei Räumen verpflichtet.

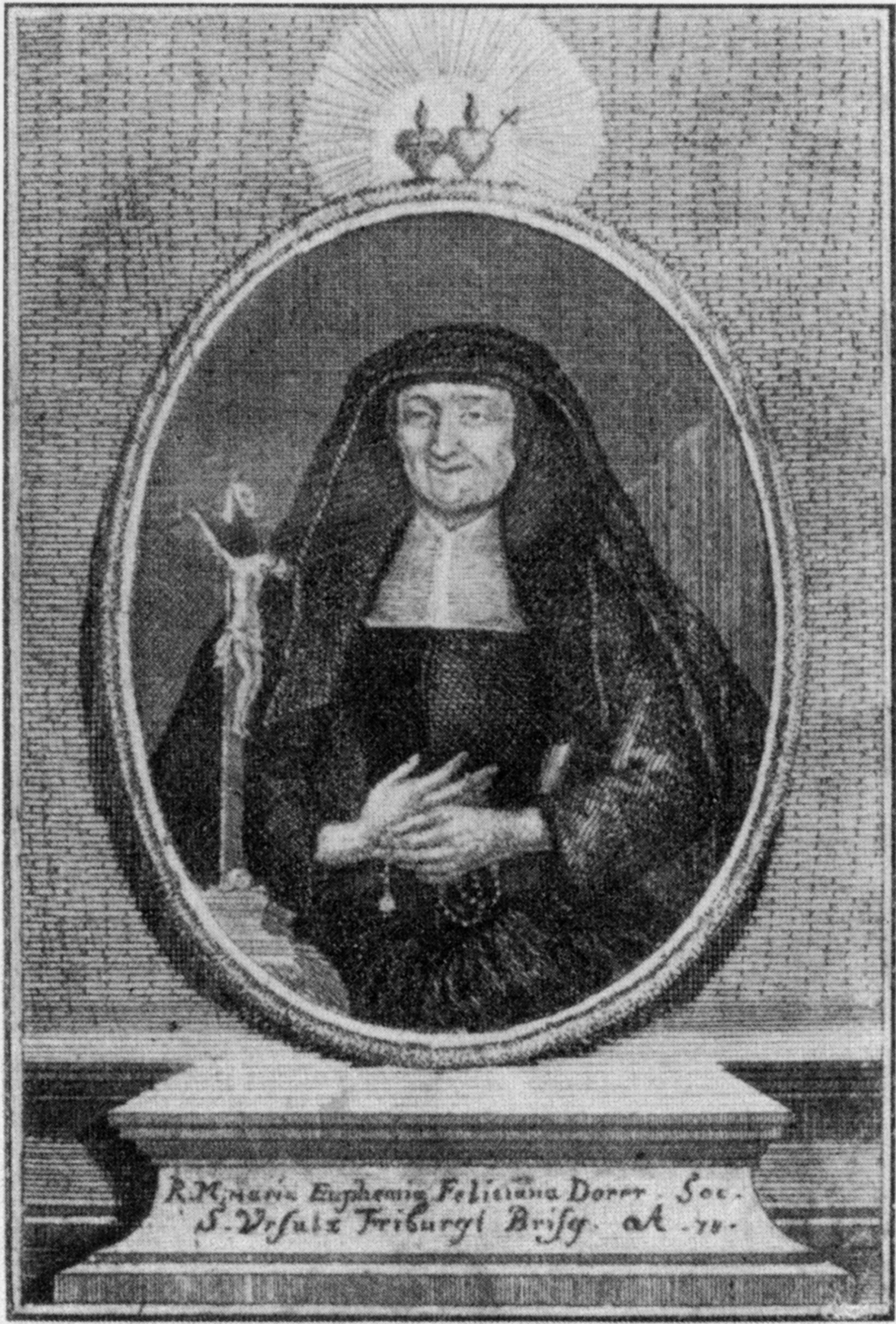
Euphemia Dorer (1667–1752)

Bereits 1667 bemühte sich das Kloster der Gesellschaft der heiligen Ursula von Anne de Xainctonge in  Luzern um eine Tochtergründung in Freiburg, erst 1696 erfolgte diese Gründung, nachdem die Stadt Freiburg und der Konstanzer Bischof Marquard Rudolf von Rodt zustimmten. Unterricht für Mädchen war (und ist) der Schwerpunkt dieser Kongregation. Gegründet von Anne de Xainctonge aus Dijon, hat sie mit den auf Angela Merici aus Brescia zurückgehenden Ursulinen nur den Namen der heiligen Ursula von Köln und das Ideal einer Vita activa gemeinsam. Die Luzerner Superiorin Maria Cäcilia Hirt (um 1648–1725; aus Freiburg im Üechtland) nahm drei weitere Schwestern mit nach Freiburg und wurde dort erste Superiorin. Alle sprachen fließend französisch, wichtig für die Stadt, die seit dem Frieden von Nijmegen zu Frankreich gehörte. 1699 kehrte Maria Cäcilia nach Luzern zurück. Ihre Nachfolgerin wurde Maria Placida Sommervogel (1656–1706; aus Waldshut), mit der auch Euphemia Dorer (1667–1752, aus dem schweizerischen Baden AG) nach Freiburg kam, die bedeutendste Frau aus dem Freiburger Konvent. „Ihre mystisch-barocke Frömmigkeit muß überzeugend und geradezu ansteckend gewesen sein.“ Zweimal, von 1706 bis 1715 und von 1724 bis 1734, wurde sie zur Oberin gewählt. Unter ihr löste sich der Freiburger Konvent 1709 vom Luzerner Mutterhaus, und unter ihr wurden – nach provisorischen Niederlassungen – an der Ecke zwischen der Egelgasse (heute Rathausgasse) und dem Stadtgraben (heute Rotteckring), westlich von St. Catharina von Senis auf dem Graben, Kloster und Kirche gebaut. Dorers besondere Verehrung des Heiligsten Herzens Jesu prägte ihre Schwesterngemeinschaft und die Symbolik des Hochaltars ihrer Kirche. In der Gruft unter dem Altar der Kirche wurde sie 1752 bestattet.
Das Kloster lag unmittelbar an den von Sébastien Le Prestre de Vauban errichteten Festungsanlagen. Als diese 1744/45 von den Franzosen geschleift wurden, wurde es schwer beschädigt. Ein Teil des Konvents zog deshalb nach Staufen im Breisgau und gründete dort eine Filiale, die von den Ursulinen so genannte „Kolonie“, mit einer Kapelle und einer Mädchenschule. Die Räume befanden sich in dem sogenannten Hogschen Haus, Hauptstraße 34, und sind noch heute an einem Kreuz auf dem Dachfirst des stattlichen Gebäudes zu erkennen. Diese Filiale musste 1777 auf Anordnung von Joseph II. wieder geschlossen werden, weil das Kloster St. Blasien, das 1738 die Herrschaft Staufen und Kirchhofen als Lehen von Österreich erworben hatte, die finanzielle Unterstützung eingestellt hatte.
Später wurden von Freiburg aus zwei weitere Filialen gegründet, 1782 in Villingen und 1820 in Breisach. 1809 wurde Karoline Kaspar (1780–1860; aus Umkirch) Oberin; sie blieb es bis zu ihrem Tod, 51 Jahre lang. Um 1810 hatte St. Ursula an die 500 Schülerinnen – wohl die größte Mädchenschule in Baden.
Dreimal drohte dem Konvent das Ende: Während der Säkularisation, des Badischen Kulturkampfes und der Zeit des Nationalsozialismus:

### Säkularisation

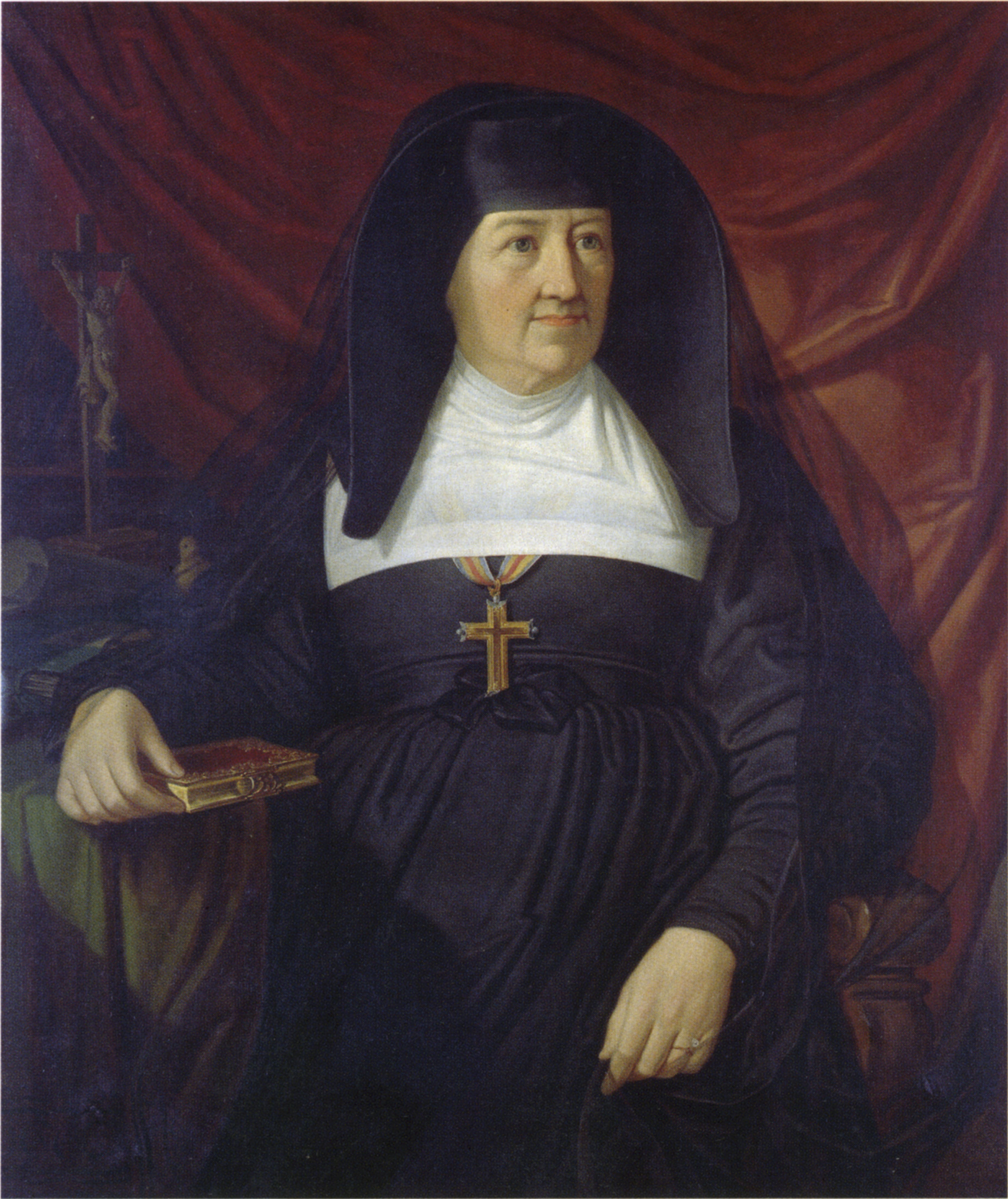
Karoline Kaspar (1780–1860), Porträt von Sebastian Luz

Wegen ihrer Bedeutung für das Gemeinwesen wurden das Kloster Adelhausen und St. Ursula in der Säkularisation nicht aufgehoben, jedoch wurden sie 1811 einem Regulativ für die weiblichen Lehr- und Erziehungsinstitute des Großherzogthums Baden unterstellt, mit 30 Paragraphen wie: „Das sog. klösterliche Silentium ist ganz aufgehoben (§ 19).“ „Die bisherigen Klosterexerzitien haben aufzuhören (§ 24).“ „<Es ist> den Kandidatinnen untersagt, von der neuen Ordnung abzuweichen, und etwa das lateinische Brevier zu beten, oder sonstige zwecklose Andächteleien zu beobachten (§ 30).“ „Mutter Karoline hat es <aber> verstanden, in ihrer Schwesterngemeinschaft den klösterlichen Geist trotz des Regulativs zu bewahren.“ Die Tracht der Ordensfrauen ließ sie vereinfachen. Zum Lehrplan gehörten Lesen, Schreiben, Rechnen, Religion, Orthographie, Sprachlehre, Aufsatz, Handarbeiten, Geographie, Naturkunde, Turnen, Gesundheitspflege und Andachtslehre, in der oberen Klasse Französisch, seit 1857 auch Englisch. 1850 zählte St. Ursula 590 Schülerinnen. Karoline Kaspar ruht mit acht weiteren Schwestern auf dem Freiburger Alten Friedhof, links des Weges vom Südeingang zur Kapelle, wo die Stadt den „Ursulinerinen“ (sic) 1918 ein Grabmal errichten ließ.

### Badischer Kulturkampf
Unter Katharinas zweiter Nachfolgerin Pia Waßmer († 1898) wurden 1876 in Baden Simultanschulen obligatorisch, also Schulen mit gemeinsamem Unterricht, unabhängig von der Konfession der Kinder. Auch St. Ursula sollte überkonfessionell werden. Als die Schwestern sich weigerten, wurde ihnen – und damit ihren etwa 1100 Schülerinnen – ein Ministerialbeschluss eröffnet, der „das Lehr- und Erziehungs-Institut St. Ursula für aufgelöst und das Vermögen der aufgehobenen Korporation als weltliche Stiftung für den öffentlichen Volksschulunterricht der katholischen weiblichen Jugend in der Stadt“ erklärte. Die meisten Schwestern traten in andere Klöster ein. Die Kirche wurde zunächst der Pfarrei St. Martin, dann der alt-katholischen Gemeinde zur Verfügung gestellt, die dort am 3. Juni 1894 ihren ersten Gottesdienst feierte. Kloster Adelhausen war schon 1867 aufgehoben worden; sein Vermögen war in einen „Höheren Mädchenschulfonds“ geflossen. Damit endete die Geschichte der Dominikanerinnen in Freiburg. Der „Höhere Mädchenschulfonds“ und die Stiftung „vormals St. Ursula“ wurden 1978 in der „Adelhausenstiftung Freiburg i.Br.“ vereinigt.
Pia Waßmer aber gab nicht auf. Sie wagte es, mit vier Lehrfrauen – alle in Zivil – im Vincentius-Haus auf dem Gelände des heutigen (2011) Quartiers Unterlinden eine private höhere Töchterschule mit Internat einzurichten, das Institut Waßmer. 1889 übernahm es der Freiburger Weihbischof Justus Knecht als Katholisches Institut. Das Land Baden genehmigte es. 1892 belebten zwei Ursulinen mit der Superiorin Ignatia Fischer (1842–1895; aus Pfaffenhausen), die vom Haus der Gesellschaft der heiligen Ursula von Anne de Xainctonge in Freiburg im Üechtland kam, den Freiburger Konvent neu. 1893 stellte die wohlhabende Freiburgerin Amalie Gramm (1841–1906) den Schwestern und den 190 Schülerinnen ihren Besitz in der Eisenbahnstraße 45 zur Verfügung, eine ehemalige Malzfabrik. Ab 1922 durften die Schwestern wieder Ordenstracht tragen, und 1923 erhielten sie alle Rechte zurück. 1926 erwarben sie eine Villa in der Hildastraße 37, heute Landsknechtstraße 4. Dort entwickelten sich die St. Ursula-Schulen.

### Neuzeit
1941 wurde im Kloster die Conchyliensammlung von Gottfried Nägele wiederentdeckt und gerettet. Unrettbar hingegen schien der Konvent, als die nationalsozialistischen Behörden alle seine Schulen schlossen und dann enteigneten und der Bombenangriff am 27. November 1944 das Gebäude an der Eisenbahnstraße weitgehend zerstörte. Jedoch wurde nach dem Krieg der Besitz restituiert und das Gebäude an der Eisenbahnstraße bis 1968 neu errichtet. „Aber mit dem steigenden Wohlstand schrumpfte der klösterliche Nachwuchs.“ Die Schulen wurden von der Schulstiftung der Erzdiözese Freiburg übernommen. Das St.-Ursula-Gymnasium an der Eisenbahnstraße, mit sprachlichen, naturwissenschaftlichen und Musik-Profilen, erreichte 1972 mit 1596 seine größte Schülerinnenzahl und ist bis heute mit über 1100 Mädchen das größte Freiburger Gymnasium. Die St. Ursula-Schulen mit einem Ernährungswissenschaftlichen Gymnasium, einem Sozialwissenschaftlichen Gymnasium und einer Mädchenrealschule betreuen 450 Schülerinnen. Alle nehmen Mädchen unabhängig von ihrer Religion auf. Das „Schwarze Kloster“ dient heute, von der Kirche und Sakristei abgesehen, der Volkshochschule Freiburg. Mindestens seit 2003 gibt es in den Sommermonaten im Innenhof ein Open-Air-Kino.
In der Landsknechtstraße 4 schließlich besteht eine – klein gewordene – Klostergemeinschaft fort.